# بیکمتوو (شهرستان چکماگوشفسکی، باشقیرستان)
بیکمتوو (انگلیسی: Bikmetovo, Chekmagushevsky District, Republic of Bashkortostan) یک شهرک در شهرستان چکماگوشفسکی استان باشقیرستان کشور روسیه است.